# President de Kenya

Escut de la República de Kenya

El President de Kenya és el cap d'estat de la República de Kenya. El president també és el cap del Govern i comandant de les Forces Armades. Segons la Constitució de 1963 és elegit cada cinc anys per sufragi universal directe i nomena el Govern. En el procés de descolonització del Regne Unit, el KANU (Kenya African National Union) va aconseguir prendre el control del govern provisional encapçalat per Jomo Kenyatta l'1 de juny de 1963. Aquest, un any després, es convertiria en el primer president de la Kenya independent.

## Llista de Presidents
| Núm. |                           | Nom                        | Inici                  | Fi                     | Partit                    | Observacions          |
| 1.   | Jomo Kenyatta             | Mzee Jomo Kenyatta         | 12 de desembre de 1964 | 22 d'agost de 1978     | KANU                      | Mort estant en actiu. |
| 2.   | Daniel Toroitich arap Moi | Daniel Toroitich arap Moi  | 22 d'agost de 1978     | 30 de desembre de 2002 | KANU                      |                       |
| 3.   | Mwai Kibaki               | Emilio Stanley Mwai Kibaki | 30 de desembre de 2002 | 9 d'abril de 2013      | Coalició d'oposició (PNU) |                       |
| 4.   |                           | Uhuru Muigai Kenyatta      | 9 d'abril de 2013      | actualitat             | TNA                       |                       |